# تراکنش بر ثانیه
در یک حالت بسیار کلی، اصطلاح تراکنش بر ثانیه (Transactions per second) اشاره به تعداد عملیات‌های تجزیه ناپذیر (Atomic Actions) انجام شده توسط یک مدل بر ثانیه را دارد. در یک نگاه بسته‌تر، این اصطلاح معمولاً توسط توسعه دهندگان و جامعه کاربری DBMSها برای اشاره به تعداد تراکنش‌های انجام شده پایگاه داده بر ثانیه است.
اخیراً، از این اصطلاح به منظور توضیح نرخ انتقال در یک رمزارز استفاده می‌شود، به عنوان یک شبکه توزیع شده در حال اجرا می‌توان به بیت کوین اشاره کرد. توسعه نرخ‌های تراکنش با قابلیت مقیاس‌پذیری در ابعاد دنیای واقعی یک موضوع مهم در زمینه تحقیق و پژوهش برای فناوری رمزارز است.